# 基幹統計調査
基幹統計調査（きかんとうけいちょうさ）とは、基幹統計を作成するために、日本の行政機関が行う統計調査のことである。旧統計法では指定統計調査と呼んでいた。国の行政機関が行う、基幹統計調査以外の統計調査は「一般統計調査」と呼ばれる。

## 基幹統計と基幹統計調査
2024年1月25日現在の基幹統計は下記のとおり。これらのうち、国民経済計算、産業連関表、生命表、社会保障費用統計、鉱工業指数、人口推計は、ほかの統計を加工する加工統計であるため、対応する統計調査は存在しない。その他の基幹統計は、統計調査によって作成する。

- 経済構造統計は、総務省と経済産業省が作成する。
- 産業連関表は、総務省、内閣府、金融庁、財務省、文部科学省、厚生労働省、農林水産省、経済産業省、国土交通省、環境省が作成する。

| 所管府省           | 基幹統計                         | 基幹統計調査                                              | 調査周期         | 調査方法   |
| ------------------ | -------------------------------- | --------------------------------------------------------- | ---------------- | ---------- |
| 内閣府             | 国民経済計算                     | -                                                         | -                | -          |
| 総務省             | 人口推計                         | -                                                         | -                | -          |
| 総務省             | 国勢統計                         | 国勢調査                                                  | 5年              | 全数       |
| 総務省             | 住宅・土地統計                   | 住宅・土地統計調査                                        | 5年              | 標本       |
| 総務省             | 科学技術研究統計                 | 科学技術研究調査                                          | 1年              | 標本       |
| 総務省             | 小売物価統計                     | 小売物価統計調査                                          | 毎月・隔月       | 標本       |
| 総務省             | 家計統計                         | 家計調査                                                  | 毎月             | 標本       |
| 総務省             | 全国家計構造統計                 | 全国家計構造調査                                          | 5年              | 標本       |
| 総務省             | 個人企業経済統計                 | 個人企業経済調査                                          | 四半期・1年      | 標本       |
| 総務省             | サービス産業動態統計             | サービス産業動態統計調査                                  | 毎月             | 全数・標本 |
| 総務省             | 地方公務員給与実態統計           | 地方公務員給与実態調査                                    | 5年              | 全数       |
| 総務省             | 労働力統計                       | 労働力調査                                                | 毎月             | 標本       |
| 総務省             | 就業構造基本統計                 | 就業構造基本調査                                          | 5年              | 標本       |
| 総務省             | 社会生活基本統計                 | 社会生活基本調査                                          | 5年              | 標本       |
| 財務省             | 法人企業統計                     | 法人企業統計調査                                          | 四半期・1年      | 全数・標本 |
| 財務省             | 民間給与実態統計                 | 民間給与実態統計調査                                      | 1年              | 標本       |
| 文部科学省         | 学校基本統計                     | 学校基本調査                                              | 1年              | 全数       |
| 文部科学省         | 学校保健統計                     | 学校保健統計調査                                          | 1年              | 標本       |
| 文部科学省         | 学校教員統計                     | 学校教員統計調査                                          | 3年              | 全数・標本 |
| 文部科学省         | 社会教育統計                     | 社会教育調査                                              | 3年              | 全数       |
| 厚生労働省         | 生命表                           | -                                                         | -                | -          |
| 厚生労働省         | 人口動態統計                     | 人口動態調査                                              | 毎月             | 全数       |
| 厚生労働省         | 薬事工業生産動態統計             | 薬事工業生産動態統計調査                                  | 毎月             | 全数       |
| 厚生労働省         | 医療施設統計                     | 医療施設調査                                              | 毎月・3年        | 全数       |
| 厚生労働省         | 患者統計                         | 患者調査                                                  | 3年              | 標本       |
| 厚生労働省         | 毎月勤労統計                     | 毎月勤労統計調査                                          | 毎月・1年        | 標本       |
| 厚生労働省         | 賃金構造基本統計                 | 賃金構造基本統計調査                                      | 1年              | 標本       |
| 厚生労働省         | 国民生活基礎統計                 | 国民生活基礎調査                                          | 1年・3年         | 標本       |
| 厚生労働省         | 社会保障費用統計                 | -                                                         | -                | -          |
| 農林水産省         | 農林業構造統計                   | 農林業センサス                                            | 5年              | 全数       |
| 農林水産省         | 牛乳乳製品統計                   | 牛乳乳製品統計調査                                        | 毎月・1年        | 全数・標本 |
| 農林水産省         | 作物統計                         | 作物統計調査                                              | 1年・年3回・随時 | 全数・標本 |
| 農林水産省         | 農業経営統計                     | 農業経営統計調査                                          | 毎月・1年        | 標本       |
| 農林水産省         | 海面漁業生産統計                 | 海面漁業生産統計調査                                      | 半年・1年        | 全数       |
| 農林水産省         | 漁業構造統計                     | 漁業センサス                                              | 5年              | 全数       |
| 農林水産省         | 木材統計                         | 木材統計調査                                              | 毎月・1年        | 標本       |
| 経済産業省         | ガス事業生産動態統計             | ガス事業生産動態統計調査                                  | 毎月・四半期     | 全数       |
| 経済産業省         | 石油製品需給動態統計             | 石油製品需給動態統計調査                                  | 毎月             | 全数       |
| 経済産業省         | 経済産業省生産動態統計           | 経済産業省生産動態統計調査                                | 毎月             | 全数       |
| 経済産業省         | 商業動態統計                     | 商業動態統計調査                                          | 毎月             | 標本       |
| 経済産業省         | 経済産業省特定業種石油等消費統計 | 経済産業省特定業種石油等消費統計調査                      | 毎月             | 全数       |
| 経済産業省         | 経済産業省企業活動基本統計       | 経済産業省企業活動基本調査                                | 1年              | 標本       |
| 経済産業省         | 鉱工業指数                       | -                                                         | -                | -          |
| 国土交通省         | 港湾統計                         | 港湾調査                                                  | 毎月・1年        | 全数       |
| 国土交通省         | 造船造機統計                     | 造船造機統計調査                                          | 毎月・四半期     | 全数       |
| 国土交通省         | 船員労働統計                     | 船員労働統計調査                                          | 1年              | 全数・標本 |
| 国土交通省         | 内航船舶輸送統計                 | 内航船舶輸送統計調査                                      | 毎月・1年        | 全数・標本 |
| 国土交通省         | 鉄道車両等生産動態統計           | 鉄道車両等生産動態統計調査                                | 毎月・四半期     | 全数       |
| 国土交通省         | 自動車輸送統計                   | 自動車輸送統計調査                                        | 毎月             | 標本       |
| 国土交通省         | 建築着工統計                     | 建築着工統計調査                                          | 毎月             | 全数・標本 |
| 国土交通省         | 建設工事統計                     | 建設工事統計調査                                          | 毎月・1年        | 標本       |
| 国土交通省         | 法人土地・建物基本統計           | 法人土地・建物基本調査                                    | 5年              | 全数・標本 |
| 総務省・関係府省   | 産業連関表                       | -                                                         | -                | -          |
| 総務省・経済産業省 | 経済構造統計                     | 経済センサス(基礎調査・活動調査)、経済構造実態調査、他(※) | 各5年            | 全数       |

基幹統計名脇のリンクは政府統計の総合窓口 (e-Stat) 収録情報等（政府統計コードを利用した）。
-印は、加工統計であるために対応する情報がないことを示す。
※経済構造統計は事業所母集団データベースも利用する

## 法律による規定
統計法 (2007年法律第53号) がその条文で直接に「基幹統計」として指定するのは、国勢調査と国民経済計算だけである (第2条、第5条、第6条)。それら以外の基幹統計は、つぎの条件のどれかに該当するものとして総務大臣が指定する (第2条)。
- 条約または国際機関が作成する計画において作成が求められている統計、その他国際比較をおこなう上で特に重要な統計
- 全国的な政策の企画・立案・実施において特に重要な統計
- 民間における意思決定や研究活動のために広い利用が見込まれる統計

基幹統計は、日本の公的統計制度のなかで特に重要なものと位置づけられている。基幹統計を作成するための基幹統計調査についても、品質を確保するために、種々の規定が統計法のなかに置かれている。
調査に回答する対象者に関連して、つぎのことが刑事罰つきで禁止されている。
- 回答の拒否・妨害、虚偽の回答（13条、60条、61条）
- 基幹統計調査と誤認させて情報を取得する行為（17条、57条）

もっとも、回答を拒否したからといって罰則が適用された例はない。実際のところ、たとえば国民生活基礎調査の2019年調査の回収率
は7割程度であり、相当の数の対象者が回答を拒否しているものとみられる。（虚偽の回答の場合には、旧統計法下で、耕地面積等を過少に答えたとして刑罰を課された事件がある
。）
統計を作成する政府の側については、つぎのような規定がある：
- 基幹統計を新たに創設したり廃止したりする場合、または基幹統計調査の方法を変更する場合は、統計委員会の意見を聴いたうえで、総務大臣が承認する。軽微な修正や緊急の対応（災害時など）をのぞけば、各省庁などが勝手に変更することはできない。
- 基幹統計調査の実施にあたっては、地方公共団体に実際の事務を委託することができる（16条）。その費用は、政府が負担する。
- 基幹統計の業務に従事する者に対し、つぎの行為を刑事罰付きで禁止している：結果を公表日以前に漏洩した場合（58条）、統計の改竄や捏造などによってその真実性を損なった場合（60条）。

基幹統計を作成しない調査（一般統計調査）も総務大臣の承認を得なければならないが、その際に統計委員会の意見を聴く必要はない。これに対して、基幹統計調査は、その計画について必ず統計委員会の意見を聴かなければならない。基幹統計調査については、こういうかたちで専門家による審査が必ず入る仕組みになっている。また、調査を実施して結果を集計する段階についても、不正行為を特に禁止することにより、品質の保証を図っている（公務員が国勢調査の調査票を捏造して統計法違反となった事件が複数存在する）。

## 名称
基幹統計調査の名称は、おおむね、対応する基幹統計名の最後の「統計」を「調査」に置き換えたものになっている。つまり、「●●統計」を作成するための調査が、「●●調査」である。一方、既存の統計から作成する加工統計は、末尾が「統計」でない名称になっている。ただし例外も多い。
- 社会保障費用統計は加工統計であるが、名称末尾が「統計」である。
- 調査の名称が「●●統計調査」になっていることがある：「毎月勤労統計」に対して「毎月勤労統計調査」、「商業動態統計」に対して「商業動態統計調査」など。
- 基幹統計「●●構造統計」に対する基幹統計調査が「●●センサス」になっていることがある：「経済構造統計」に対して「経済センサス」、「農林業構造統計」に対して「農林業センサス」など。
- 経済構造統計は、経済センサスのほか、経済構造実態調査（および事業所母集団データベースに記録された各種情報）も統合して作成する。

## 周期
基幹統計はいずれも継続的なものであり、一定の周期（毎月、隔月、四半期、半年、1年、3年、5年など）で更新される。5年周期の調査は大規模なものが多いので、負担が集中するのを避けるため、実施年をずらして配置している。
- 西暦年末尾が0か5: 国勢調査、農林業センサス
- 西暦年末尾が1か6: 社会生活基本調査、経済センサス（活動調査）
- 西暦年末尾が2か7: 就業構造基本調査
- 西暦年末尾が3か8: 住宅・土地統計調査、法人土地・建物基本調査、地方公務員給与実態調査、漁業センサス
- 西暦年末尾が4か9: 全国家計構造調査

## 歴史
2007年の統計法改正により、従来の「指定統計」（旧統計法（1947年法律第18号）第2条）を廃止して新たに「基幹統計」の制度（新統計法第2条第4項）を創設した。その際の経過措置として、指定統計であった統計は、新統計法による基幹統計とみなすことにした (平成21年4月1日付け総務省告示第216号)。
この経過措置を受けた基幹統計のうち、5つが現在までに指定解除されている：
- 全国物価統計（2012年6月15日付け総務省告示第213号） →小売物価統計に統合[13]
- 埋蔵鉱量統計（2013年3月29日付け総務省告示第150号） →廃止[14]
- 工業統計、商業統計、特定サービス産業実態統計（2019年5月24日付け総務省告示第40号）→経済構造統計に統合[15][16]

全国消費実態調査は2019年から全国家計構造調査に名称変更している。
2024年1月25日、サービス産業動態統計調査が新たに基幹統計調査となった。この調査は、総務省統計局により、2025年1月から開始される。